# 세인트캐서린스 세인츠
| 세인트캐서린스 세인츠 | |
| 콘퍼런스              | |
| 디비전                | 사우스 디비전 (1982년~1986년) |
| 설립연도              | 1982년 |
| 해체연도              | 1986년 |
| 역사                  | 뉴브런즈윅 호크스 (1978년~1982년) 세인트캐서린스 세인츠 (1982년~1986년) 뉴마켓 세인츠 (1986년~1991년) 세인트존스 메이플리프스 (1991년~2005년) 토론토 말리스 (2005년~현재) |
| 경기장                | 가든 시티 아레나 |
| 연고지                | 온타리오주 세인트캐서린스 |
| 상징색                | 파랑, 하양 |
| 구단주                | |
| 단장                  | |
| 감독                  | |
| NHL 제휴              | |
| ECHL 제휴             | |
| 정규시즌 우승         | |
| 콘퍼런스 우승         | |
| 디비전 우승           | |
| 칼더 컵               | |
| 영구 결번             | |

세인트캐서린스 세인츠(St. Catharines Saints)는 캐나다 온타리오주 세인트캐서린스를 연고지로 하는 1982년부터 1986년까지 AHL 소속되었던 아이스 하키팀이다.
1986년 연고지를 온타리오주 뉴마켓 (뉴마켓 세인츠)로 이전했다.

## 역대 홈경기장
| 세인트캐서린스 세인츠 |               |          |                           |      |
| 경기장                | 사용기간      | 수용인원 | 장소                      | 비고 |
| 가든 시티 아레나      | 1982년~1986년 | 3,145명  | 온타리오주 세인트캐서린스 | 빈칸 |